# Isla Chhera
La isla Chhera (en bengalí: Chhera Dwip) es una extensión de la isla de San Martín, en el país asiático de Bangladés pero dividida de esta por el mar durante las mareas. Durante el período de marea baja, a la isla Chhera se puede llegar caminando por cerca de dos horas y media desde la isla de San Martín. El medio más popular para acceder a ella es en lancha o en barcos de turistas locales. Los corales se pueden encontrar por toda la isla. Tiene una superficie hermosa cubierta de pequeños arbustos que es también la única región verde de la misma. No se han establecido asentamientos permanentes, excepto para los turistas.